# BMW R1250RS
La BMW R1250RS est un modèle de moto de tourisme sportif fabriqué par BMW Motorrad et dévoilé à l'EICMA en novembre 2018. Comme ses homologues de la série R, comprenant  la R1250RT, la R1250R (Roadster) et la R1250GS, elle est équipée d'un moteur boxer.

## Caractéristiques

### Groupe motopropulseur
Le moteur à deux cylindres, refroidi par air et eau, développe une puissance nominale de 100 kW (136 ch) à 7750 tr/min, avec un couple maximal de 143 Nm à 6250 tr/min, pour une cylindrée de 1254 cm³. Doté d'un arbre à cames coulissant (shiftcam), il ajuste la synchronisation pour les plages de vitesses basse, moyenne et élevée, ainsi que la levée des soupapes,. Un pot catalytique à trois voies régule les émissions de gaz d'échappement, conformément à la norme Euro 5. De plus, il est pourvu d'un contrôle de couple moteur (MSR). La consommation dans le cycle WMTC est évaluée à 4,75 l/100 km (émissions de CO2 de 110 g/km), bien que le magazine Motorrad und Reisen rapporte une fourchette de 3,9 à 5,3 l/100 km.

### Conception
Le châssis se compose d'un cadre principal auquel est boulonné un cadre arrière, le moteur servant également d'élément porteur de charge. À l'avant, la R1250RS est équipée d'une fourche télescopique inversée, tandis qu'à l'arrière, elle dispose d'un bras oscillant monobras en aluminium coulé. Le châssis est complété par un contrôle de traction (Dynamic Traction Control, DTC) et des modes de conduite Pro avec présélection. Sur demande, un châssis semi-actif avec contrôle automatique de niveau est disponible pour s'adapter à la charge.
La R1250RS est équipée de deux phares à LED  et d'un écran TFT de 6,5 pouces. L'appel d'urgence eCall est disponible en option, de même que des pièces supplémentaires usinées dans de l'aluminium massif. La transmission à 6 vitesses peut être équipée d'un système de changement de vitesse rapide, aussi appelé quickshifter ou blipper. La machine dispose d'un réservoir de 18 litres (dont 4 litres de réserve).